# Plagiochila bursata
Plagiochila bursata là một loài rêu trong họ Plagiochilaceae. Loài này được Lindenb. mô tả khoa học đầu tiên.